# Luc Holtz
Luc Holtz (Luxembourg, 1969. június 14.–) luxemburgi labdarúgó, edző, 2010 óta a válogatott szövetségi kapitánya.

## Pályafutása
Labdarúgó pályafutását az FA Red Boys Differdange csapatában kezdte, majd innen ment át 1992-ben  az FC Avenir Beggen-hez. A csapattal ezután rögtön megnyert egymás után két bajnokságot, 1993-ban és 1994-ben pedig az év luxemburgi labdarúgójává választották.
1999 és 2007 között az FC Etzella Ettelbruck játékosa és menedzsere volt.

## A válogatottban
1991 és 2002 között 55 válogatott mérkőzésen játszott. Egyetlen gólját egy Málta elleni EB-selejtezőn szerezte.

## Magánélete
Egyik fia, Kevin a luxemburgi válogatott labdarúgója.

## Külső hivatkozások
- Luc Holtz az nft.com oldalon